# 殷宏章
殷宏章（1908年10月1日—1992年11月30日），字伯文，男，貴州贵阳人，生於山东滋陽縣，中国植物生理學家，中央研究院院士、中國科學院院士。

## 生平

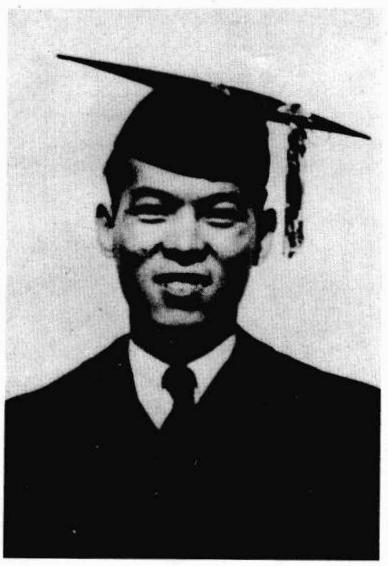
殷宏章院士1937年在美國加州理工大學獲得博士學位

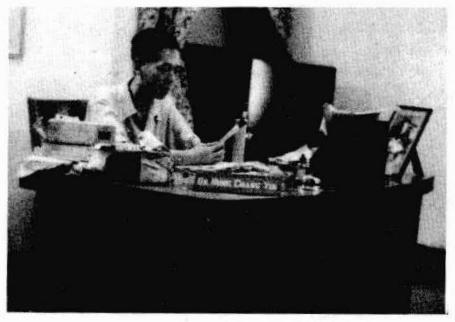
殷宏章院士1951年在印度聯合國教科文組織工作

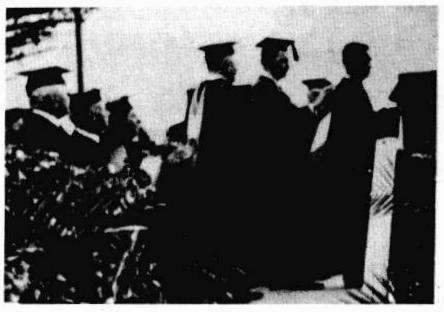
殷宏章院士1937年在美國加州理工大學獲得博士學位

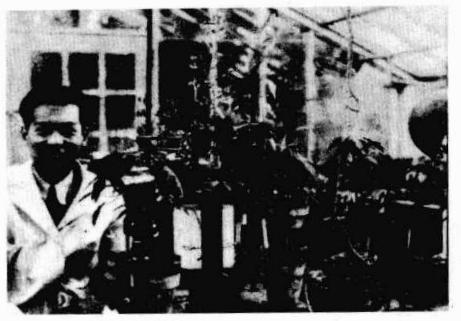
殷宏章院士1937年在美國工作

殷宏章1929年畢業於南開大學生物系，並留校任助教。1933年在北平清華大學當研究生，後回南開大學擔任講師。
1935年考取清華大學留美公費，赴美國加州理工學院留學，隨Went教授研究，1937年獲得博士學位，隨後在該校生物物理研究室和生物遺傳研究室進行光合作用和遺傳方面的研究。1938年回國擔任西南聯大教授，並在湯佩松創設的清華大學農業研究所植物生理學組兼任研究員。1944年至1945年以第一批”交換教授”身份赴英國劍橋大學進行磷酸化酶的研究，1946年赴北京大學擔任教授，進行澱粉形成方面的研究，並應羅宗洛教授之約，赴臺灣大學講課幾個月。1948年，當選為中央研究院第一屆院士，同年12月至1951年應英國J．李約瑟（Needham）博士的邀請，赴印度新德里擔任聯合國教科文組織南亞科學合作館科學官員，協助該地區國家開展科研工作及合作交流事務。
1951年秋回國任中國科學院實驗生物所研究員，並協助羅宗洛教授進行植物生理研究室的建設工作。1953年植物生理室從實驗生物所劃出單獨成立研究所，他出任副所長。
1966年，文革期間，因留美背景，遭批鬥凌辱，並驅往農場干最髒最累的活，「經常與豬馬同寢」。
1978年到1983年任所長，1983年3月後任名譽所長。

## 学术贡献
他在光合作用、植物生長素的研究成果，普遍獲得國際上的認同與引用。

## 社会兼职
曾任第二屆全國人大代表，第五、六屆全國政協委員，上海市第三、四、五屆人大代表等職務。

## 奖项和荣誉
1948年獲選為第一屆中央研究院院士。1955年獲選為中國科學院院士（學部委員）。1977年被評為上海市先進工作者。1978年全國科學大會上被評為先進工作者。1988年獲頒美國加州理工學院傑出校友。

## 家族
祖父殷謙（字吉皆）在同治七年戊辰科（1868年）三甲三十六名 進士，曾在直隸文安縣任知縣、順天府府尹，廣西柳州府知府。
父殷有濟為清代舉人，光緒三十四年至宣統三年間曾在山東省滋陽縣、高苑縣任過知縣，擅長書法。